# گوانوزین مونوفسفات حلقوی
گوانوزین مونوفسفات سیکلیک (به انگلیسی: Cyclic guanosine monophosphate) یک ترکیب شیمیایی با شناسه پاب‌کم ۲۴۳۱۶ است. 

## گوانوزین
گوانوزین یک نوکلئوزید پورینی است که از اتصال گوانین به قند ریبوزی تشکیل میشود. گوانوزین میتواند فسفوریله شود گوانوزین مونوفسفات (GMP) ، گوانوزین دی‌فسفات (GDP) ، گوانوزین تری فسفات (GTP) یا حلقوی شود گوانوزین مونوفسفات حلقوی (cGMP) .